# Тельце Меркеля
Тельца́ Ме́ркеля (или ди́ски Ме́ркеля) — медленно адаптирующиеся механорецепторы, имеющиеся у позвоночных и расположенные в коже и в слизистых оболочках. У птиц тельца Меркеля локализуются в дерме, у прочих позвоночных — в глубоких слоях эпидермиса. 
Тельца Меркеля представляют собой крупные клетки овальной формы. Они воспринимают осязательные раздражения, возникающие при соприкосновении кожи с предметами окружающей среды, и передают их чувствительным клеткам спинальных ганглиев. Тельца располагаются преимущественно в особо чувствительных участках кожи (например, на поверхности губ) и окружены тончайшими окончаниями чувствительных нервов.
Впервые описаны в 1875 году немецким гистологом Фридрихом Меркелем и исследовались в 1903 году русским учёным А. С. Догелем.